# Pirascca sticheli
Pirascca sticheli is een vlindersoort uit de familie van de prachtvlinders (Riodinidae), onderfamilie Riodininae.
Pirascca sticheli werd in 1932 beschreven door Lathy.